# Trippach
Trippach ist ein ca. 180 Einwohner zählender Ortsteil der Gemeinde Weiherhammer im Oberpfälzer Landkreis Neustadt an der Waldnaab (Bayern).

## Geografische Lage
Der Ortsteil liegt ungefähr fünf Kilometer nordöstlich von Weiherhammer und einen Kilometer südlich der Staatsstraße 2166 am Heilinglohbach, der einen Kilometer weiter nordöstlich am Nordhang des 501 Meter hohen Seebühl entspringt und drei Kilometer weiter südwestlich bei Weiherhammer in die Haidenaab mündet.

## Geschichte
Trippach (auch Truebach, Triepach, Trybach, Tripach, Truppach, Trüppach) wurde im parksteinischen Salbuch Mitte des 15. Jahrhunderts erstmals schriftlich erwähnt und als Wüstung bezeichnet.
1441 vergab Jörg Zenger das als Zeidelweide genutzte Waldstück Trippach als pfälzisches Lehen an seinen Schwiegersohn Ulrich Dreßwitzer. Wenzel Püchelbacher erhielt 1468 Trippach. 1480 kam es an Hans Dreßwitzer, den Landrichter zu Amberg und 1502 an Friedrich Mendel zu Steinfels. Die Familie Mendel behielt im Folgenden Trippach. Dem Friedrich Mendel folgte 1507 Hans Mendel zum Steinfels mit seinen Brüdern Jeronimus, Fabian und Gabriel, unter denen Trippach 1510 aufgeteilt wurde.
Trippach wurde 1534 an den Gutsherrn von Rothenstadt Georg Waldau verkauft, der es 1546 an seinen Schwager Ernst von Seeberg weiterverkaufte, der jedoch den Kaufpreis nicht zahlen konnte.
Durch Rothenstadt gelangte Trippach, das bisher zur Kurpfalz und zur Jungen Pfalz gehörte, noch in den Machtbereich der böhmischen Krone, des Deutschen Lehenshofes des Kaisers in Prag.
Es folgten als Eigentümer von Trippach im 16. Jahrhundert die Familie Fuchs (1546–1582), im 17. Jahrhundert die Familie Sazenhofen (1592–1708) und 1709 die Familie Schwab, wobei schon im 18. Jahrhundert Mallersricht Ansprüche auf Trippach geltend machte. Peter zu Sazenhofen auf Rothenstadt ließ Trippach 1618 nach seiner Lehensübernahme zu einem Gutsbesitz ausbauen, aber bereits 1661 heißt es, Trippach liege öde, sei mit Holz bewachsen und es befinde sich hier nur ein Häusl mit einem Stadel. 1759 sind hier zwei Bestandsbauern, ein Inwihner und ein Hirte aufgeführt.
Der letzte Lehensträger auf Trippach war Georg Ferdinand von Schwab († 1799). Daraufhin beanspruchte sein Sohn Joseph Carl von Schwab, ehemals kurfürstlicher bayrischer Soldat, als Ältester von fünf Geschwistern das Lehen. Dieser hatte bis 1810 Trippach inne und danach wollte sein Bruder Joseph Anton das hoch verschuldete Gut an sich bringen; sein Bruder sei "unwissend wohin weggereist". Das Gut wurde auf Anordnung des General-Kommissariats des Naabkreises an mehrere Personen verpachtet. Das Schloss wurde mehreren Familien zum Bewohnen überlassen. Auf Joseph Carl von Schwab folgte seine Tochter Babette von Schwab, verwitwete Hörwarth, verehelicht mit dem königlichen Landgerichtsassessor Metschnabel aus Tirschenreuth. Unter ihr kam es zu der 1816 beschlossenen, aber erst 1821 urkundlich belegten Aufhebung des Lehenverbandes und zur Zertrümmerung des Gutes. Das Schloss, ein bescheidenes zweistöckiges Lehmfachwerkhaus, brannte am 25. April 1866 nieder und wurde nur mehr einstöckig wieder aufgebaut. Das mit einem Steildach versehene Gebäude besteht weiterhin. 1834 erwarb Freiherr von Pölnitz den Rest der zertrümmerten Gutes, 1840 folgte ihm Michael Vetter aus Groschlattengrün (heute Ortsteil von Pechbrunn), 1879 folgt der Hüttenarbeiter Johann Kneidel und seit 1999 besteht hier die Motorgerätefirma Vetter.
Trippach lag bis zum Ende des 18. Jahrhunderts öde und wurde als Viehweide und zur Holzgewinnung für den Bedarf des Hochofen- und Hammerwerkes Weiherhammer genutzt.
Erst in den 1880er Jahren begann man Häuser in Trippach zu errichten.
Zum Stichtag 23. März 1913 (Osterfest) gehörte Trippach zur Pfarrei Neunkirchen bei Weiden und hatte 14 Häuser und 82 Einwohner.
Trippach war ein Ortsteil der Gemeinde Mallersricht. 1972 wurde diese im Zuge der Gemeindegebietsreform aufgelöst und Trippach nach Weiherhammer eingemeindet.
Am 31. Dezember 1990 hatte Trippach 108 Einwohner und gehörte zur Pfarrei Neunkirchen bei Weiden.

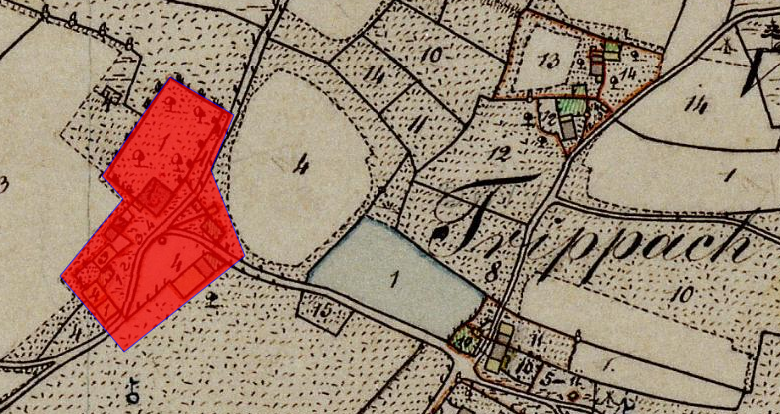
Lageplan von Schloss Trippach auf dem Urkataster von Bayern

Der abgegangene Schloss Trippach wird als Bodendenkmal unter der Aktennummer D-3-6338-0045 im Bayernatlas als „archäologische Befunde der frühen Neuzeit im Bereich des ehem. Schlosses von Trippach“ geführt.